# Chalais (Charente)
Chalais is een gemeente in het Franse departement Charente (regio Nouvelle-Aquitaine). De plaats maakt deel uit van het arrondissement Angoulême. In de gemeente ligt spoorwegstation Chalais. Chalais telde op 1 januari 2022 1.799 inwoners.

## Geografie
De oppervlakte van Chalais bedroeg op 1 januari 2022 17,58 vierkante kilometer; de bevolkingsdichtheid was toen 102,3 inwoners per km².
De onderstaande kaart toont de ligging van Chalais met de belangrijkste infrastructuur en aangrenzende gemeenten.

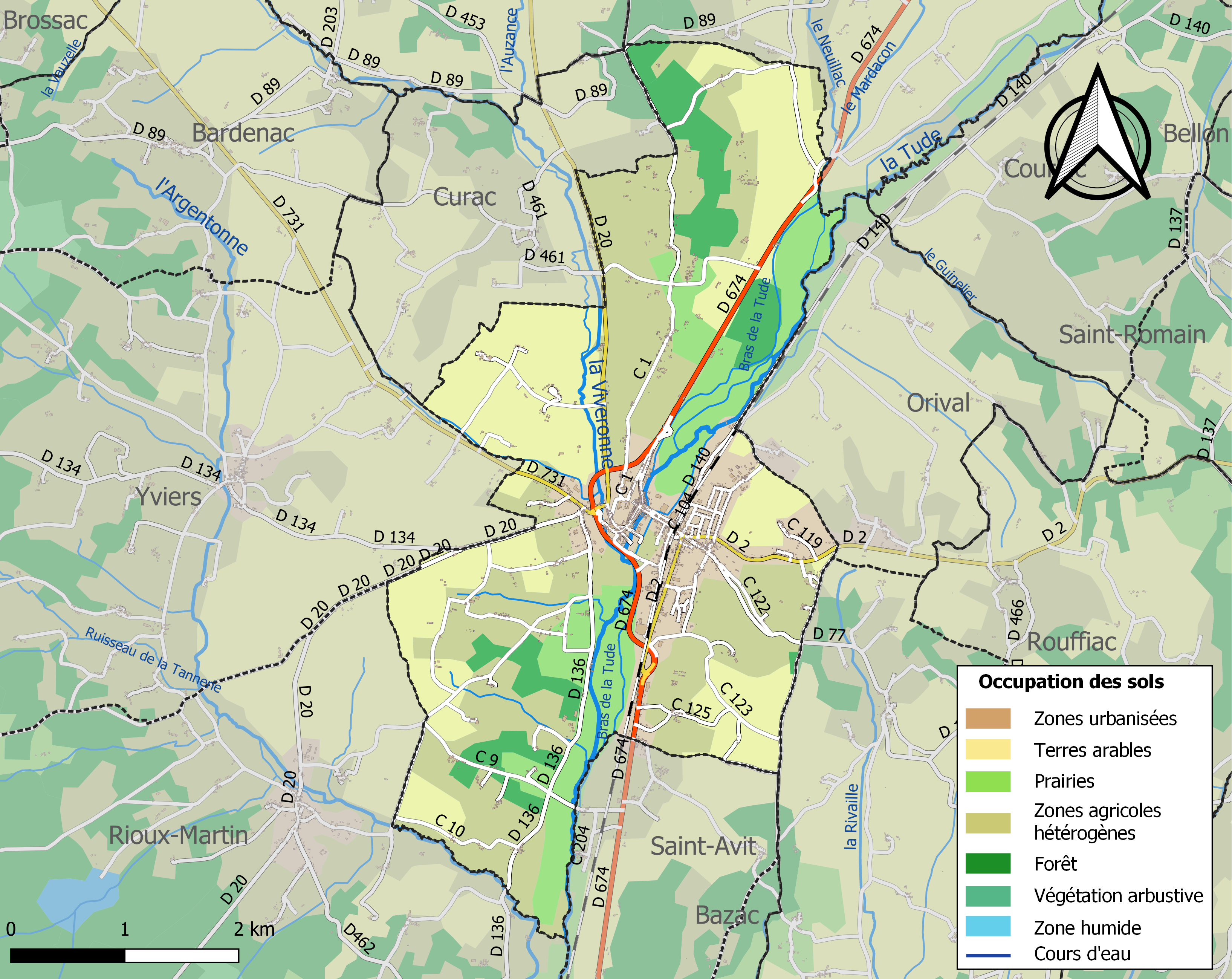

## Demografie
Onderstaande figuur toont het verloop van het inwonertal (bron: INSEE-tellingen).